# Ophiolebes vivipara
Ophiolebes vivipara är en ormstjärneart som beskrevs av Alexander Michailovitsch Djakonov 1949. Ophiolebes vivipara ingår i släktet Ophiolebes och familjen knotterormstjärnor. Inga underarter finns listade i Catalogue of Life.